# Domanowo (rejon kowelski)
Domanowo (ukr. Доманове) – wieś na Ukrainie w rejonie kowelskim, obwodu wołyńskiego. W II Rzeczypospolitej miejscowość wchodziła w skład gminy wiejskiej Górniki w powiecie kowelskim województwa wołyńskiego.
We wsi znajduje się ukraińsko-białoruskie przejście graniczne Domanowo - Mokrany (UA - BY), łączące Kobryń z Kowlem. Znaczenie przejścia jest duże ze względu na fakt, że przebiega tędy europejska trasa E85 (północ-południe), łącząca Kłajpedę na Litwie z Aleksandropolis w Grecji.
Do 2020 w rejonie ratnieńskim.